# Anaxis
|  | Per a altres significats, vegeu «Anaxis (desambiguació)». |

Anaxis (en grec antic Ἄναξις) fou un historiador beoci del segle IV aC, que va escriure una història de Grècia que acabava el 360 aC, un any abans de la pujada al tron macedoni de Filip II de Macedònia. Aquesta història no s'ha conservat.
Alguns estudiosos han proposat, sobretot Ernst von Stern, amb dificultats sobre la cronologia, que el llibre d'història d'Anaxis s'havia basat en part en Plutarc, aprofitant la biografia del beoci Pelòpidas que havia escrit.